# 芒来乡
芒来乡，是中华人民共和国新疆维吾尔自治区和田地區墨玉县下辖的一个乡镇级行政单位。

## 行政区划
芒来乡下辖以下地区：
阿克塔木村、阿勒吞其村、巴什喀日拉村、巴什芒来村、巴扎博依村、布都舒克村、达汗村、喀克勒克村、喀亚什村、库尔桂村、其乃巴格村、恰喀尔村、塔克沙村、托万喀日拉村和托万芒来村。